# Lista siturilor arheologice din județul Vâlcea - C
Lista siturilor arheologice din județul Vâlcea - C conține toate siturile arheologice din județul Vâlcea înscrise în Repertoriul Arheologic Național (RAN) și aflate în localități al căror nume începe cu litera C. RAN este administrat de Ministerul Culturii și Patrimoniului Național și cuprinde date științifice, cartografice, topografice, imagini și planuri, precum și orice alte informații privitoare la zonele cu potențial arheologic, studiate sau nu, încă existente sau dispărute.
Puteți căuta un sit din localitățile care încep cu litera C folosind formularul de mai jos sau puteți naviga prin toate siturile din județ la Lista siturilor arheologice din județul Vâlcea.
| Cod RAN                                    | Denumire | Localitate                                                | Adresă                     | Datare                                  | Descoperit | Coordonate                                      | Imagine           | Erori            |
| ------------------------------------------ | --- | --------------------------------------------------------- | -------------------------- | --------------------------------------- | ---------- | ----------------------------------------------- | ----------------- | ---------------- |
| 167918.02.01 (Cod LMI: VL-II-m-B-09704.01) | Ansamblul bisericii "Sf. Voievozi", biserica din Deal de la Călimănești / ansamblu Biserica "Sfinții Voievozi" (Categorie: structură de cult/religioasă) (Tip: Biserică) | oraș Călimănești                                          | str. Tudor Vladimirescu 27 | 1711 - 1715                             |            |                                                 | Încărcați imagine | Raportați eroare |
| 167918.02.02 (Cod LMI: VL-II-m-B-09704.02) | Ansamblul bisericii "Sf. Voievozi", biserica din Deal de la Călimănești / ansamblu anonim (Categorie: structură de cult/religioasă) (Tip: Turn clopotniță)               | oraș Călimănești                                          | str. Tudor Vladimirescu 27 | 1711 - 1715                             |            |                                                 | Încărcați imagine | Raportați eroare |
| 167810.01.01 (Cod LMI: VL-II-m-B-09706)    | Biserica "Cuvioasa Paraschiva" de la Călinești / ansamblu Biserica "Cuvioasa Paraschiva" (Categorie: structură de cult/religioasă) (Tip: Biserică)                       | sat Călinești, oraș Brezoi                                |                            | 1775                                    |            |                                                 | Încărcați imagine | Raportați eroare |
| 167703.02.01 (Cod LMI: VL-II-m-B-09717)    | Biserica "Sfinții Voievozi" de la Cheia / ansamblu Biserica "Sfinții Voievozi" (Categorie: structură de cult/religioasă) (Tip: Biserică)                                 | localitate componentă Cheia, oraș Băile Olănești          | str. Cheia 87              | 1770 - 1778                             |            |                                                 | Încărcați imagine | Raportați eroare |
| 169137.03.01 (Cod LMI: VL-II-m-B-09707)    | Fragmente din drumul austriac "Via Carolina" / ansamblu anonim (Categorie: construcție) (Tip: Drum)                                                                      | sat Câinenii Mari, comuna Câineni                         |                            | sec.XVIII                               |            |                                                 | Încărcați imagine | Raportați eroare |
| 167927.03 (Cod LMI: VL-IV-m-B-10012)       | Cruce de piatră la Căciulata (Categorie: structură de cult/religioasă) (Tip: cruce)                                                                                      | localitate componentă Căciulata, oraș Călimănești         |                            | 1734                                    |            |                                                 | Încărcați imagine | Raportați eroare |
| 167927.04 (Cod LMI: VL-IV-m-B-10013)       | Cruce de piatră la Căciulata (Categorie: structură de cult/religioasă) (Tip: cruce)                                                                                      | localitate componentă Căciulata, oraș Călimănești         |                            | 1765                                    |            |                                                 | Încărcați imagine | Raportați eroare |
| 167927.05 (Cod LMI: VL-IV-m-B-10015)       | Cruce de piatră la Căciulata (Categorie: structură de cult/religioasă) (Tip: cruce)                                                                                      | localitate componentă Căciulata, oraș Călimănești         | Str. Cantacuzino Șerban71  | 1755                                    |            |                                                 | Încărcați imagine | Raportați eroare |
| 167927.06 (Cod LMI: VL-IV-m-B-10016)       | Cruce de piatră la Căciulata (Categorie: structură de cult/religioasă) (Tip: cruce)                                                                                      | localitate componentă Căciulata, oraș Călimănești         | Str. Cloșca 14             | 1741                                    |            |                                                 | Încărcați imagine | Raportați eroare |
| 169128.02 (Cod LMI: VL-IV-m-B-10020)       | Cruce de piatră la Câinenii Mici (Categorie: structură de cult/religioasă) (Tip: cruce)                                                                                  | sat Câinenii Mici, comuna Câineni                         |                            | sec. XVII                               |            |                                                 | Încărcați imagine | Raportați eroare |
| 173551.02 (Cod LMI: VL-IV-m-B-10022)       | Cruce de piatră la Cireșu (Categorie: structură de cult/religioasă) (Tip: cruce)                                                                                         | sat Cireșu, comuna Stroești                               |                            | 1773-1774                               |            |                                                 | Încărcați imagine | Raportați eroare |
| 169226.01 (Cod LMI: VL-IV-m-B-10024)       | Cruce de pe Valea Vătăfului la Copăceni (Categorie: structură de cult/religioasă) (Tip: cruce)                                                                           | sat Copăceni, comuna Copăceni                             |                            | 1780                                    |            |                                                 | Încărcați imagine | Raportați eroare |
| 169262.02 (Cod LMI: VL-IV-m-B-10025)       | Cruce de piatră la Costești (Categorie: structură de cult/religioasă) (Tip: cruce)                                                                                       | sat Costești, comuna Costești                             |                            | 1755                                    |            |                                                 | Încărcați imagine | Raportați eroare |
| 167927.01.01 (Cod LMI: VL-II-a-A-09697)    | Mănăstirea Cozia de la Căciulata / ansamblu Biserica Sf.Treime (Categorie: construcție de cult) (Tip: biserică)                                                          | localitate componentă Căciulata, oraș Călimănești         |                            | 1387-1391; 1517; 1542-1543              |            | 45°16′17″N 24°18′55″E / 45.271322°N 24.315319°E | Încărcați imagine | Raportați eroare |
| 167927.01.02 (Cod LMI: VL-II-a-A-09697)    | Mănăstirea Cozia de la Căciulata / ansamblu Paraclisul Adormirea Maici Domnului (Categorie: construcție de cult) (Tip: Paraclis)                                         | localitate componentă Căciulata, oraș Călimănești         |                            | 1583                                    |            | 45°16′17″N 24°18′55″E / 45.271322°N 24.315319°E | Încărcați imagine | Raportați eroare |
| 167927.01.03 (Cod LMI: VL-II-a-A-09697)    | Mănăstirea Cozia de la Căciulata / ansamblu Paraclisul Duminica Tuturor Sfinților (Categorie: construcție de cult) (Tip: Paraclis)                                       | localitate componentă Căciulata, oraș Călimănești         |                            | 1710                                    |            | 45°16′17″N 24°18′55″E / 45.271322°N 24.315319°E | Încărcați imagine | Raportați eroare |
| 167927.01.04 (Cod LMI: VL-II-a-A-09697)    | Mănăstirea Cozia de la Căciulata / ansamblu anonim (Categorie: construcție de cult) (Tip: Trapeză)                                                                       | localitate componentă Căciulata, oraș Călimănești         |                            | sec. XIX                                |            | 45°16′17″N 24°18′55″E / 45.271322°N 24.315319°E | Încărcați imagine | Raportați eroare |
| 167927.01.05 (Cod LMI: VL-II-a-A-09697)    | Mănăstirea Cozia de la Căciulata / ansamblu Bolnița Sf.Apostoli (Categorie: construcție de cult) (Tip: Bolniță)                                                          | localitate componentă Căciulata, oraș Călimănești         |                            | 1524-1543                               |            | 45°16′17″N 24°18′55″E / 45.271322°N 24.315319°E | Încărcați imagine | Raportați eroare |
| 167927.01.06 (Cod LMI: VL-II-a-A-09697)    | Mănăstirea Cozia de la Căciulata / ansamblu Corpul de clădiri ale incintei (Categorie: construcție de cult) (Tip: Clădiri)                                               | localitate componentă Căciulata, oraș Călimănești         |                            | sec.XIV-XVII                            |            | 45°16′17″N 24°18′55″E / 45.271322°N 24.315319°E | Încărcați imagine | Raportați eroare |
| 172484.01.01                               | Situl arheologic de la Călina-Dealul Protești / ansamblu anonim (Categorie: locuire) (Tip: așezare)                                                                      | sat Călina, comuna Prundeni                               | Dealul Protești            | Glina                                   |            | 44°22′13″N 24°14′56″E / 44.37028°N 24.24889°E   | Încărcați imagine | Raportați eroare |
| 172484.01.02                               | Situl arheologic de la Călina-Dealul Protești / ansamblu anonim (Categorie: locuire) (Tip: așezare)                                                                      | sat Călina, comuna Prundeni                               | Dealul Protești            | Verbicioara                             |            | 44°22′13″N 24°14′56″E / 44.37028°N 24.24889°E   | Încărcați imagine | Raportați eroare |
| 167918.01.01 (Cod LMI: VL-I-s-B-09521)     | Așezarea Latene de la Călimănești - "Cozia Veche" / ansamblu anonim (Categorie: locuire civilă) (Tip: Așezare)                                                           | oraș Călimănești                                          | Cozia Veche                | geto-dacică                             |            |                                                 | Încărcați imagine | Raportați eroare |
| 169137.01.01 (Cod LMI: VL-I-m-B-09522.02)  | Situl arheologic de la Câinenii Mari / ansamblu anonim (Categorie: locuire) (Tip: Așezare)                                                                               | sat Câinenii Mari, comuna Câineni                         |                            |                                         |            |                                                 | Încărcați imagine | Raportați eroare |
| 169137.01.02 (Cod LMI: VL-I-m-B-09522.01)  | Situl arheologic de la Câinenii Mari / ansamblu Ruinele cetății austriace "Arxavia" (Categorie: locuire) (Tip: Cetate)                                                   | sat Câinenii Mari, comuna Câineni                         |                            | sec.XVIII                               |            |                                                 | Încărcați imagine | Raportați eroare |
| 170033.01.01 (Cod LMI: VL-I-m-B-09524.02)  | Situl arheologic de la Cocoru / ansamblu anonim (Categorie: locuire civilă) (Tip: Așezare)                                                                               | sat Cocoru, comuna Galicea                                |                            |                                         |            |                                                 | Încărcați imagine | Raportați eroare |
| 170033.01.02 (Cod LMI: VL-I-m-B-09524.01)  | Situl arheologic de la Cocoru / ansamblu anonim (Categorie: locuire civilă) (Tip: Așezare)                                                                               | sat Cocoru, comuna Galicea                                |                            | geto-dacică                             |            |                                                 | Încărcați imagine | Raportați eroare |
| 167516.01.01                               | Situl arheologic de la Copăcelu (Valea Răii) / ansamblu anonim (Categorie: locuire civilă) (Tip: Așezare)                                                                | localitate componentă Copăcelu, municipiul Râmnicu Vâlcea |                            | Starčevo - Criș                         |            |                                                 | Încărcați imagine | Raportați eroare |
| 167516.01.02                               | Situl arheologic de la Copăcelu (Valea Răii) / ansamblu anonim (Categorie: locuire civilă) (Tip: Așezare)                                                                | localitate componentă Copăcelu, municipiul Râmnicu Vâlcea |                            | Glina                                   |            |                                                 | Încărcați imagine | Raportați eroare |
| 167516.01.03                               | Situl arheologic de la Copăcelu (Valea Răii) / ansamblu anonim (Categorie: locuire civilă) (Tip: Așezare)                                                                | localitate componentă Copăcelu, municipiul Râmnicu Vâlcea |                            |                                         |            |                                                 | Încărcați imagine | Raportați eroare |
| 167516.01.04                               | Situl arheologic de la Copăcelu (Valea Răii) / ansamblu anonim (Categorie: locuire civilă) (Tip: Așezare)                                                                | localitate componentă Copăcelu, municipiul Râmnicu Vâlcea |                            | geto-dacică                             |            |                                                 | Încărcați imagine | Raportați eroare |
| 172554.01.01 (Cod LMI: VL-I-m-A-09525.01)  | Situl arheologic din epoca romană de la Copăceni - "La moară" / ansamblu Castrul roman "Praetorium I" (Categorie: locuire) (Tip: Castru)                                 | sat Copăceni, comuna Racovița                             | La moară                   | romană sec. II - III                    |            | 45°04′45″N 24°23′52″E / 45.0792°N 24.3978°E     | Încărcați imagine | Raportați eroare |
| 172554.01.02 (Cod LMI: VL-I-m-A-09525.03)  | Situl arheologic din epoca romană de la Copăceni - "La moară" / ansamblu anonim (Categorie: locuire) (Tip: Terme)                                                        | sat Copăceni, comuna Racovița                             | La moară                   | sec. II - III                           |            |                                                 | Încărcați imagine | Raportați eroare |
| 172554.01.03 (Cod LMI: VL-I-m-A-09525.02)  | Situl arheologic din epoca romană de la Copăceni - "La moară" / ansamblu anonim (Categorie: locuire) (Tip: Așezare civilă)                                               | sat Copăceni, comuna Racovița                             | La moară                   | sec. II - III                           |            |                                                 | Încărcați imagine | Raportați eroare |
| 169262.01.01 (Cod LMI: VL-I-s-B-09526)     | Necropola Ferigile de la Costești / ansamblu Necropolă tumulară de incinerație (Categorie: descoperire funerară) (Tip: Necropolă tumulară)                               | sat Costești, comuna Costești                             |                            | Ferigile - Bârsești                     |            |                                                 | Încărcați imagine | Raportați eroare |
| 168158.01.01                               | Așezarea Latene de la Coșota - "Valea Bradului" / ansamblu anonim (Categorie: locuire civilă) (Tip: Așezare)                                                             | localitate componentă Coșota, oraș Ocnele Mari            | Valea Bradului             | geto-dacică sec. II a. Chr. - I p. Chr. |            |                                                 | Încărcați imagine | Raportați eroare |
| 170042.01.01 (Cod LMI: VL-I-m-B-09528.02)  | Situl arheologic de la Cremenari / ansamblu anonim (Categorie: locuire civilă) (Tip: Așezare)                                                                            | sat Cremenari, comuna Galicea                             |                            |                                         |            |                                                 | Încărcați imagine | Raportați eroare |
| 170042.01.02 (Cod LMI: VL-I-m-B-09528.01)  | Situl arheologic de la Cremenari / ansamblu anonim (Categorie: locuire civilă) (Tip: Așezare)                                                                            | sat Cremenari, comuna Galicea                             |                            | geto-dacică                             |            |                                                 | Încărcați imagine | Raportați eroare |